# Carelles
Carelles és un municipi francès, situat al departament de Mayenne i a la regió del País del Loira.